# Rasmus Nielsen
Rasmus Breuning Nielsen (Glamsbjerg, 22 maggio 1994) è un pallavolista danese, opposto del Panathīnaïkos.

## Carriera

### Club
La carriera di Rasmus Nielsen, che ha iniziato a giocare a pallavolo nel 2004, comincia nel Middelfart, club militante in VolleyLigaen.
Nella stagione 2015-16 si trasferisce al Waremme, nella Liga A belga. Per il campionato 2016-17 viene ingaggiato dalla Powervolley Milano, nella Superlega italiana, categoria dove resta anche nella stagione successiva passando all'Argos di Sora, club a cui resta legato per due annate.
Per il campionato 2019-20 ritorna nella Liga A belga accasandosi al Maaseik. Nella stagione 2020-21 è nuovamente in Italia, con i Diavoli Rosa, in Serie A3, dove inizia a giocare nel ruolo di opposto: milita nella stessa divisione anche nell'annata successiva, con la M&G, dove rimane per tre stagioni ottenendo, nella prima, la promozione in Serie A2 e la vittoria nella supercoppa di Serie A3 e, nella stagione 2023-24, la promozione in Superlega,
Per la stagione 2024-25 si trasferisce nella massima divisione greca, difendendo i colori del Panathīnaïkos.

### Nazionale
Nel 2011 viene convocato nella nazionale danese under 19, nel 2012 in quella under 20 e nel 2013 in quella under 21.
Nel 2013 ottiene le prime convocazioni nella nazionale maggiore, venendo premiato come miglior schiacciatore dell'European League 2017 e vincendo la medaglia d'oro all'European Silver League 2021.

## Palmarès

### Club
- Supercoppa italiana di Serie A3: 1

2022

### Nazionale (competizioni minori)
- European Silver League 2021

### Premi individuali
- 2017 - European League: Miglior schiacciatore